# G. Gordon Liddy

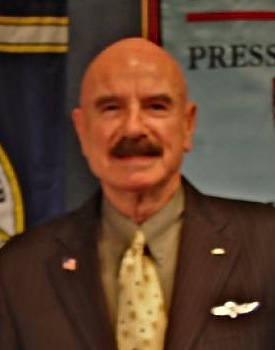
G. Gordon Liddy omkring 2004.

George Gordon Battle Liddy, född 30 november 1930 i Brooklyn i New York, död 30 mars 2021 i Fairfax County, Virginia, var en amerikansk radiopersonlighet som på 1970-talet var en av huvudaktörerna i Watergateaffären.

## Biografi
Liddy studerade juridik vid Fordham University. 1957 blev han anställd av FBI och gifte sig samma år med Frances Ann Purcell. 1962 lämnade han FBI för att arbeta som advokat i New York. 1966 organiserade han gripandet av Timothy Leary. Rättegången mot Leary var inte framgångsrik den gången.
Liddy arbetade för Vita huset i samband med Nixons återvalskampanj 1972. Tillsammans med E. Howard Hunt planerade Liddy inbrottet i demokraternas huvudkvarter på Watergatehotellet. Liddy dömdes till ett tjugoårigt fängelsestraff för stämpling, inbrott och avlyssning. Han satt i fyra och ett halvt år i fängelse.
På 1980-talet gjorde han föreläsningsturnéer tillsammans med Timothy Leary, en annan fd. fängelsekund.
1992 blev han programledare. Han startade ett konservativt radioprogram, där han presenterade sina extrema, provokativa åsikter.
I många år var han agnostiker, men återgick till den romersk-katolska kyrkan.[källa behövs]
Liddy hade en del filmroller och uppträdde i olika tv-program.